# Caixa Tarragona
Caixa Tarragona (Caixa d'Estalvis de Tarragona) era una entitat financera de Catalunya, actualment integrada a CatalunyaCaixa (Caixa d'Estalvis de Catalunya, Tarragona i Manresa) juntament amb Caixa Catalunya i Caixa Manresa.
El dimarts 13 d'octubre de 2009 el consell d'administració de l'entitat va aprovar la fusió, permetent constituir la segona caixa més gran de Catalunya, per darrere de la Caixa. Caixa Catalunya aporta a la fusió 63.627 milions en actius, Caixa Tarragona 11.384 milions i Caixa Manresa 6.595 milions.

## Història
Fundada per acord de la Diputació de Tarragona de 15 de setembre de 1949 amb el nom de Caixa d'Estalvis Provincial de la Diputació de Tarragona. Els seus estatuts s'aprovaven quan el Butlletí Oficial de l'Estat, número 231, de 19 d'agost de 1950 publicava la Orden de 13 de julio de 1950.
L'entitat va obrir la seva primera oficina, situada a la Rambla Nova, número 27 de Tarragona, l'1 d'octubre de 1952. Quatre persones i 1,5 milions de pessetes van ser el seu primer patrimoni fundacional. El juny de 1954 l'entitat obria sucursal a Tortosa i posteriorment a Flix (1955). En el procés d'expansió, l'abril de 1956, se feia amb el control de les sucursals que la Caja de Ahorros Provincial de la Diputació de Barcelona tenia a Reus i a Tivissa mentre planificava l'obertura de més agències: Constantí, Santa Bàrbara, el Perelló, Camarles o l'Aldea.
El 1960 s'inaugura, també a la mateixa Rambla Nova, la que serà la seva seu central durant una dècada i mitja. El 1976 entra en funcionament l'edifici dels serveis centrals, situats a la Plaça Imperial Tàrraco, número 6, posteriorment ampliats l'any 2002.
La xarxa comercial de Caixa Tarragona va arribar a està formada per més de 300 oficines, centrant-se principalment a l'àmbit de les comarques de les províncies de Tarragona i Barcelona –també a Lleida– a Catalunya, però essent present també a la Comunitat Autònoma de Madrid (20 oficines), la Comunitat Valenciana (oficines a Benicarló i Vinaròs) i Aragó (1 oficina a Saragossa).

### Fusió
L'1 de juliol de 2010 es va fer efectiva la fusió de Caixa Catalunya, Caixa Tarragona i Caixa Manresa amb el nom social de Caixa d'Estalvis de Catalunya, Tarragona i Manresa, i el 15 de setembre de 2010 s'acordava la marca comercial de CatalunyaCaixa.
El juny de l'any 2009, amb l'aprovació del fons de reestructuració bancària (FROB), es van fer contundents els rumors de possibles fusions entre algunes caixes catalanes. Es va donar llum verda a la fusió el 13 d'octubre de 2009 sent així la segona gran integració de caixes catalanes. Aquesta fusió es caracteritza per integrar dues caixes públiques: Caixa Catalunya de la diputació de Barcelona i Caixa Tarragona de la diputació de Tarragona; i una de propietat privada: Caixa Manresa.
El 4 de desembre de 2009, els consells d'administració de les tres entitats van aprovar per separat la fusió. El pla d'integració representava una retallada de 395 oficines i l'acomiadament de 1.300 treballadors.